# Ахлуофобия
Ахлуофобия е страх от тъмното. Страхът от тъмното е общ страх при децата и в различна степен се наблюдава и при възрастните.
Патологичният страх от тъмното понякога се нарича никтофобия (от гръцки: νυξ – „нощ“ и φοβια – „фобия“), скотофобия (от гръцки: σκότος – „мрак“) или лигофобия (от гръцки: λυγή – „здрач“). Страхът от тъмното обаче е различен от никтофобията в смисъл, че страхът от тъмното е естествен, докато никтофобията е патологична фобия.